# Cardopatium
Cardopatium là một chi thực vật có hoa trong họ Cúc (Asteraceae).

## Loài
Chi Cardopatium gồm các loài: